# Nationalpark Cumbres de Monterrey
Der Nationalpark Cumbres de Monterrey (spanisch Parque Nacional Cumbres de Monterrey) ist ein Schutzgebiet in Mexiko. Er wurde 2000 ausgewiesen und ist 1.773,96 km² groß. Der mexikanische Präsident Lázaro Cárdenas del Río deklarierte das Areal als Nationalpark auf Druck einer Bürgerinitiative, die sich gegen die Land- und Forstwirtschaft in der Region wandte.